# Toy Pop
Toy Pop (トイポップ?, Toi Poppu) è uno sparatutto a schermata fissa per arcade edito dalla Namco nel 1986 solo in Giappone. Il titolo vede due pupazzi, Pino e Acha, impegnati in una missione di salvare il regno dei giocattoli e i loro amici rapiti dalla strega Majyo. Venne convertito unicamente per l'home computer Sharp X1.
È stato emulato per la prima volta e incluso all'interno di Namco Museum Vol. 1 per PlayStation.

## Modalità di gioco
In Toy Pop vengono controllati i due personaggi giocanti, Pino e Acha (affidati rispettivamente al primo e al secondo giocatore); Pino è ispirato a Pinocchio mentre Acha a Cappuccetto Rosso. Il loro obiettivo nei 43 livelli è raccogliere i quattro cuori contenuti in barattoli, in modo da aprire l'apposita uscita. Per il campo, i protagonisti devono aprire contenitori incartati come regali che nascondono armi o oggetti bonus che aumentano il punteggio; queste varie armi vengono utilizzate per sconfiggere diverse varietà di nemici, con molti in genere vulnerabili a un solo tipo di arma.
Ogni livello ha un limite di tempo di 90 secondi, visualizzato in basso a sinistra dell'interfaccia. Quando il tempo scade o tutti i nemici sono sconfitti e la porta è completamente aperta, lo schermo lampeggia e la musica di sottofondo cambia e i blocchi riempiono il campo dall'estremità più lontana della porta, restringendo la larghezza del tuo movimento fino a quando non è completamente riempito di blocchi. Se Pino o Acha rimane intrappolato tra i blocchi o riceve un attacco nemico, viene perduta una vita. La partita finisce quando tutte le vite verranno esaurite.
Al 44º e ultimo livello, il duo combatte contro la strega malvagia Majyo, che può essere sconfitta solo trovando tutti gli otto cuori d'oro sparsi nella stanza. Infine c'è una fase bonus ogni otto livelli, ove nella quale vengono ottenuti punti afferrando le mele che cadono dagli alberi.

## Accoglienza
In Giappone, la rivista Game Machine elencò Toy Pop nel numero del 1º giugno 1986 come la ventesima unità arcade di maggior successo del mese.